# Orosí
Orosí är en ort i Costa Rica.   Den ligger i provinsen Cartago, i den centrala delen av landet, 29 km sydost om huvudstaden San José. Orosí ligger 1 058 meter över havet och antalet invånare är 4 350.
Terrängen runt Orosí är kuperad åt nordväst, men åt sydost är den bergig. Orosí ligger nere i en dal. Runt Orosí är det tätbefolkat, med 442 invånare per kvadratkilometer. Närmaste större samhälle är Paraíso, 4,9 km norr om Orosí. I omgivningarna runt Orosí växer i huvudsak städsegrön lövskog.